# Mörövallens Lantgård
Mörövallens Lantgård är en jordbruksgård med gårdsbutik i Vallen i Luleå kommun. Gården ligger 8km sydöst om Ersnäs. Det är den näst största jordbruksgård i Sörfjärdsbyarna med anor från det sena 1700-talet.
Gården grundades av Johan Sundvall den 14 augusti 1855.
Under 1800-talet och det tidiga 1900-talet fanns det en skola på gården för barnen i Vallen.
Den förste som bosatte sig och uppodlade gården var Nils Petter Säfvelin född 1800 i Måttsund. Nils Petter gifte sig med Anna Helena Jacobsdotter Wallin från Vallen och bosatte sig där. Han antog namnet Sundvall, sund efter Måttsund och vall efter Vallen. Hans hustru var dotter till den förste nybyggaren i Vallen, Jacob Josefsson Wallin, född 1752.
Tillsammans med den före detta skolsal (numera bagarstugan) finns sex byggnader på gården.

## Fornminne
Mittemot gården finns ett fornminne i form av ett stridsvärn.
"Detta stridsvärn tillkom troligtvis under den tid då denna del av socknen var ockuperad av den ryska krigsmakten. På 1940 talet gjordes ett fynd då man hittade en flintlåspistol instoppad under en sten. Denna tid vistades kommendanten vid Bodens fästning översten Gerlach som sommargäst i Vallen. Han kunde snabbt avgöra att detta var en ryttarpistol och att ett grovt värjhugg riktats mot pipan. Pistolen var märkt med "SS. Pistolen kom senare att hamna i en musikaffär i Luleå genom ett byte till en dåtida attraktiv grammofon."